# Einhänder
Einhänder är ett TV-spel som släpptes av Square till Playstation i Japan 1997 och i USA 1998.

## Handling
2192, en koloni, Selene, byggs på månen. Selene växer sig stark över åren och blir mer och mer självständigt vilket leder till utbrott av ett krig mellan månen och jorden. Efter år av krig stod ingen av dessa sidor som självklar vinnare och år 2242 bröt kriget ut igen. Men den här gången försöker Selene vända kriget med sina experimentella flygande krigsskepp; Einhänders.

## Spelsätt
Einhänder är ett tredimensionellt sidoscrollande skjutspel satt i en framtida industriell miljö med influenser från Tyskland. Som spelare kan man välja mellan tre Einhänders med olika egenskaper. Gemensamt för alla dessa tre är att de med hjälp av en mekanisk arm kan byta vapen under strid, därmed namnet Einhänder.